# 틈관동
틈관동(중국어 간체자: 闯关东, 정체자: 闖關東, 병음: chuǎng Guāndōng 촹관둥[*])은 1800년대말부터 한족이 만주로 진출한 것을 말한다. 특히 1930년대부터 1960년대 사이에 많은 이주가 있었다.
산둥성 출신의 이주자가 많았다.

## 같이 보기
- 유조변